# Festival de la Canción de Eurovisión 2010
El LV Festival de la Canción de Eurovisión se celebró el 25, 27 de mayo y el 29 de mayo de 2010, en Bærum, un suburbio de Oslo, la capital noruega, tras la victoria aplastante de Alexander Rybak en el festival de 2009 con su canción Fairytale, que con 387 puntos marcó el récord absoluto de puntuación en la historia del concurso. Los presentadores en esta ocasión fueron Erik Solbakken y Haddy N'jie, que condujeron las semifinales y la final. Nadia Hasnaoui fue la encargada de presentar a los países clasificados en ambas semifinales y las puntuaciones de cada país en la final.
Aunque inicialmente se barajó realizar el Festival la semana del 22 de mayo, se decidió aplazarlo una semana para evitar que coincidiera con la final de la UEFA Champions League. Debido a sus mejores infraestructuras, la capital noruega consiguió ser la sede del evento tras imponerse a otras candidatas como Bergen (sede en 1986), Lillehammer (sede del Festival de Eurovisión Infantil 2004), Hamar, Trondheim, Stavanger y Tromsø. El lugar en donde se realizó fue el Fornebu Arena situado a 15 minutos del centro de Oslo, en el suburbio de Bærum.
En la reunión del Grupo de Referencia de la UER celebrada el 11 y 12 de septiembre de 2009, se acordó introducir un nuevo sistema de votaciones en las semifinales, consistente en elegir las 10 canciones finalistas de acuerdo a un sistema de votación mixto compuesto por televoto y jurado, de igual manera que en la final del 2009. Además, se introdujo otro cambio importante con respecto al televoto, ya que se pudo votar en cualquier momento de la gala y hasta 15 minutos después de interpretada la última canción, tal como se hace desde 2008 en el Festival de Eurovisión Infantil.
39 países participaron en el evento como representantes de las cadenas televisivas nacionales pertenecientes a la Unión Europea de Radiodifusión. Andorra, Hungría, Montenegro y la República Checa no participaron en esta edición por motivos económicos. Por otra parte, Georgia regresó tras su paréntesis en 2009. Al igual que en ediciones anteriores, se celebraron dos semifinales (los días 25 y 27 de mayo) con 17 participantes cada una. De cada semifinal salieron clasificados diez países que actuaron en la gran final del 29 de mayo, para la cual estaban directamente clasificados los representantes de Noruega, como país anfitrión, y del bloque conocido como "Big Four" (Alemania, España, Francia y el Reino Unido), por ser los máximos contribuyentes del Festival a nivel económico. Cada país valoró sus diez canciones favoritas con sets de 1 a 8, 10 y 12 puntos tanto en la semifinal que le haya sido adjudicada como en la final. Los telespectadores pudieron votar por sus canciones favoritas a través de llamadas telefónicas o sms y la suma de estos votos representó un 50% de la votación de cada país, mientras el 50% restante correspondió a un jurado profesional de cada país.
Los máximos favoritos eran sobre todo los países de Alemania Azerbaiyán y Turquía, que se disputaron la cima en las casas de apuestas durante semanas antes del festival, aunque la primera pudo llegar con cierta ventaja a este. El resto de los favoritos eran Armenia, Eslovaquia, Dinamarca, Israel y Croacia. Mientras el país nórdico y el caucásico lograron top 10, Israel, Eslovaquia y Croacia terminaron decepcionando al público obteniendo resultados que no se esperaban, con el añadido los dos últimos no llegaron a la final.
La canción Satellite, interpretada por Lena Meyer-Landrut en representación de Alemania, ganó el concurso con un total de 246 puntos, siendo la segunda victoria que obtiene ese país desde 1982 y la primera como país unificado. Tras muchos años ocupando las últimas posiciones, un país del denominado Big four gana desde la creación del bloque en 2000. La segunda posición la obtuvo el grupo de rock turco maNga con el tema We could be the same, que se alzó por primera vez con la victoria en una semifinal. El tercer lugar quedó en manos del dúo rumano compuesto por Paula Seling y Ovi con el tema Playing with Fire, igualando su mejor participación en una final desde 2005 con Luminita Anghel.

## Sede del festival

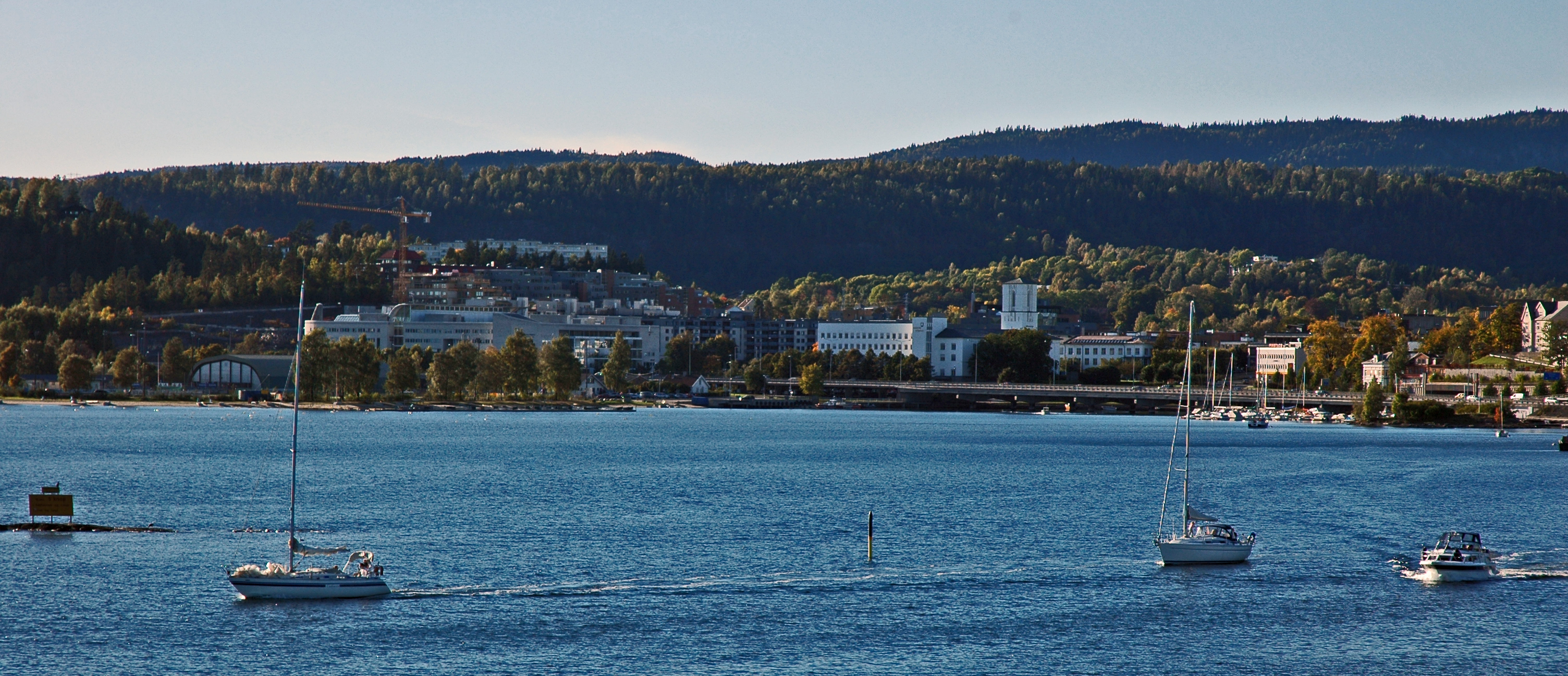
Bærum, suburbio de Oslo en el que está situado el Telenor Arena, sede del Festival.

El presupuesto del festival de 2010 fue de 150 millones de coronas noruegas (17 millones de euros). Esta cantidad fue fijada por Trond Giske, el ministro de Cultura noruego y Hans-Tore Bjerkaas, jefe de la delegación noruega en el festival. Esta cantidad es más que la invertida en Helsinki 2007, pero menos que la de Moscú 2009.
La decisión de que el Festival de celebrase en Bærum fue anunciada el 3 de julio de 2009. Se barajó también la idea de que el festival se celebrase en el Spektrum de Oslo, el cual ya había albergado la edición de 1996, pero se descartó la idea debido a que el recinto se consideró demasiado pequeño.
Las entradas para el festival se pusieron en venta el lunes 8 de febrero de 2010 a partir de las 9:00 (CET). Desde ese instante, un total de 90.000 localidades se vendieron en línea a través de Billettservice, y también por medio de un call center. El enlace para comprar las entradas también se publicó en la web oficial del festival.
Todos los espectáculos se celebraron en el Fornebu Arena en Bærum, a 15 minutos del centro de Oslo. Las entradas se vendieron tanto para las semifinales del 25 y 27 de mayo, como para los ensayos con vestuario de la final del 28 y 29 de mayo, y para la gran final. Hubo tres categorías de entradas: A, B y C.

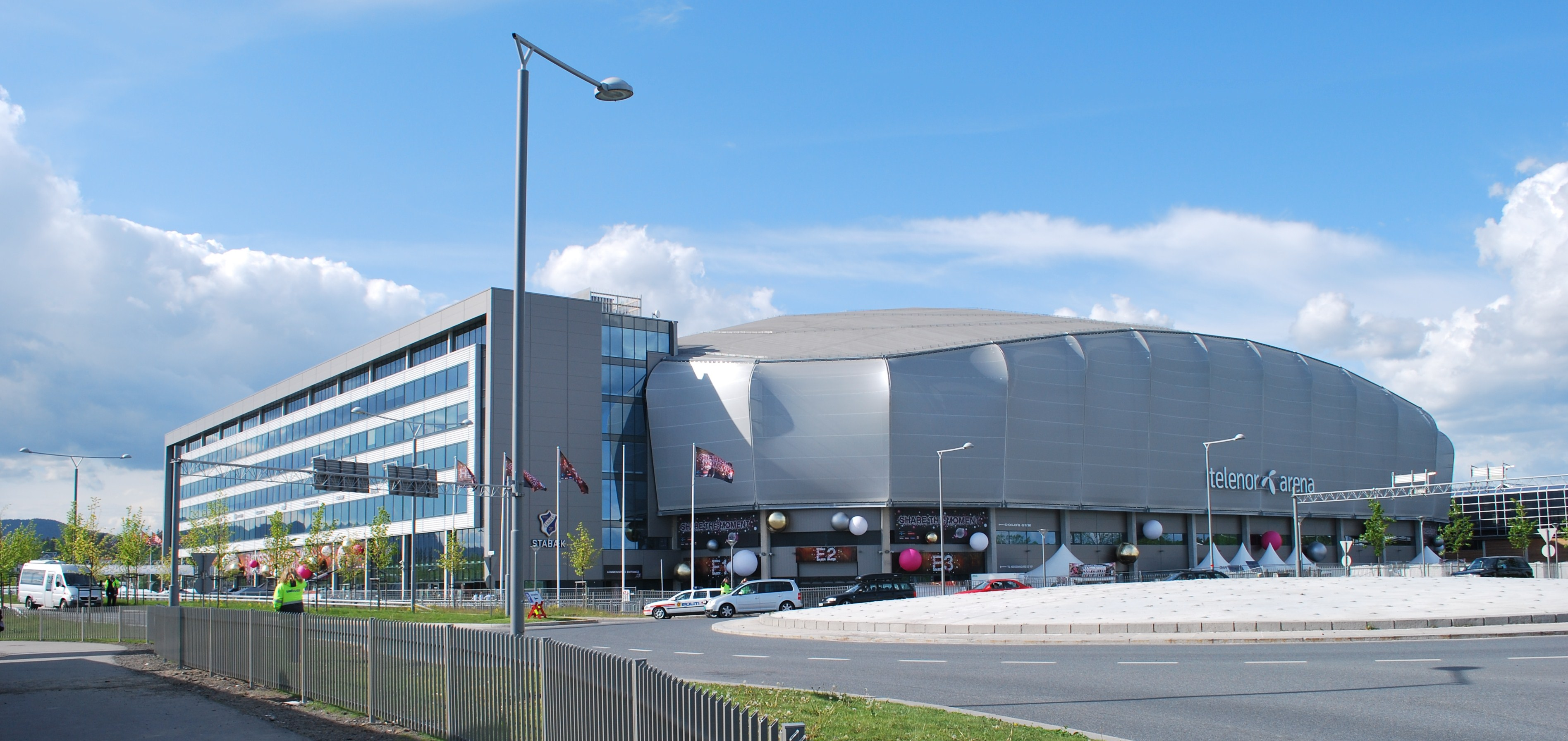
Telenor Arena, sede del Festival.

| Evento               | Día        | Hora        | Apertura y cierre      | Precios        |
| -------------------- | ---------- | ----------- | ---------------------- | -------------- |
| Primera Semifinal    | 25 de mayo | 21:00 (CET) | de 18:30 a 20:15 (CET) | 300 a 600 kr   |
| Segunda Semifinal    | 27 de mayo | 21:00 (CET) | de 18:30 a 20:15 (CET) | 300 a 600 kr   |
| Segundo Ensayo Final | 28 de mayo | 21:00 (CET) | de 18:30 a 20:15 (CET) | 300 a 600 kr   |
| Tercer Ensayo Final  | 29 de mayo | 13:00 (CET) | de 10:30 a 12:15 (CET) | 300 a 600 kr   |
| Gran Final           | 29 de mayo | 21:00 (CET) | de 18:30 a 20:15 (CET) | 1.600 a 800 kr |

## Participantes
A diferencia de la edición de 2009, las televisiones de Andorra, Hungría, Montenegro y la República Checa decidieron no participar en el certamen.
El director de Radio y Televisión de Andorra (RTVA), Enric Castellet, envió el 11 de diciembre una carta a la Unión Europea de Radiodifusión mediante la cual la cadena pública renunciaba a la candidatura para participar en una próxima edición del Festival de Eurovisión. En un principio, Andorra se inscribió al certamen sin tener suficiente presupuesto para afrontar el proyecto (300.000 euros mínimos para "una financiación decente", según la dirección de RTVA) pero sí con tiempo para que surgiese alguna propuesta de patrocinio o coproducción, pero finalmente, no llegó ningún apoyo económico. Los problemas económicos derivados de la crisis económica mundial también afectaron a la cadena pública húngara Magyar Televízió, que anunció la retirada del festival debido a un recorte en su presupuesto de hasta un 30%, aun cuando la UER intentó buscar una solución con el gobierno del país. A una situación similar se enfrentó la cadena pública Radio-televizija Crne Gore de Montenegro. Lituania también anunció su retirada en un principio por falta de presupuesto, pero la cadena LRT finalmente pudo participar una vez que la empresa de telecomunicaciones Teo LT decidió financiar las 300.000 litas (90.000 euros) necesarias para la participación. La cadena pública Česká televize, en cambio, declaró que la retirada de la República Checa se fundamentaba en los malos resultados obtenidos y la falta de interés por parte del público del país.
La cadena austríaca ORF manifestó que no participaría en esta edición, al igual que la RAI italiana. Pese a ciertos rumores iniciales, RTL Group negó que Luxemburgo volvería al Festival, así como tampoco Mónaco, representada por TMC Monte Carlo. Aunque se esperaba el debut de Liechtenstein para la edición de 2010, la cadena 1 FLTV (la única que opera en el país) no logró formalizar su ingreso como miembro a la UER, lo que, sumado a dificultades económicas que enfrentaba la cadena, impidió su debut. En rueda de prensa el 13 de mayo de 2009, la UER confirmó que Kazajistán, Palestina o Catar no participarán en el futuro en el festival por no formar parte de la Zona Europea de Radiodifusión.

### Canciones y selección
39 países participaron en esta edición del Festival de Eurovisión. Solo un país, Georgia, volvió al certamen, mientras que otros 4 (Andorra, República Checa, Hungría y Montenegro) optaron por retirarse. Esta fue la lista oficial de los países participantes emitida por la UER:
| País y TV                 | Título original de la canción                | Artista                       | Proceso y fecha de selección                               |
| País y TV                 | Traducción al español                        | Idiomas                       | Proceso y fecha de selección                               |
| ------------------------- | -------------------------------------------- | ----------------------------- | ---------------------------------------------------------- |
| Albania RTSH              | It's all about you                           | Juliana Pasha                 | Festivali I Këngës 48, 27-12-09                            |
| Albania RTSH              | Se trata de ti                               | Inglés                        | Festivali I Këngës 48, 27-12-09                            |
| Alemania NDR              | Satellite                                    | Lena                          | Unser Star für Oslo, 12-03-10                              |
| Alemania NDR              | Satélite                                     | Inglés                        | Unser Star für Oslo, 12-03-10                              |
| Armenia AMPTV             | Apricot stone                                | Eva Rivas                     | Evradesil, 14-02-10                                        |
| Armenia AMPTV             | Pepita de albaricoque                        | Inglés                        | Evradesil, 14-02-10                                        |
| Azerbaiyán Ictimai        | Drip drop                                    | Safura Alizadeh               | Eurovision Mahni Müsabilqəsi, 02-02-10                     |
| Azerbaiyán Ictimai        | -                                            | Inglés                        | Eurovision Mahni Müsabilqəsi, 02-02-10                     |
| Bélgica VRT               | Me and my guitar                             | Tom Dice                      | Elección interna, 07-03-10                                 |
| Bélgica VRT               | Mi guitarra y yo                             | Inglés                        | Elección interna, 07-03-10                                 |
| Bielorrusia BTRC          | Butterflies                                  | 3+2 feat. Robert Wells        | Elección interna, 2010                                     |
| Bielorrusia BTRC          | Mariposas                                    | Inglés                        | Elección interna, 2010                                     |
| Bosnia y Herzegovina BHRT | Thunder and lightning                        | Vukasin Brajic                | Elección interna, marzo de 2010                            |
| Bosnia y Herzegovina BHRT | Truenos y relámpagos                         | Inglés                        | Elección interna, marzo de 2010                            |
| Bulgaria BNT              | Angel si ti                                  | Miro                          | Final nacional con cantante elegido internamente, 07-02-10 |
| Bulgaria BNT              | Eres un ángel                                | Búlgaro e inglés              | Final nacional con cantante elegido internamente, 07-02-10 |
| Chipre CyBC               | Life looks better in spring                  | Jon Lilygreen & The Islanders | Epilogi tis kupriakis summetohis, 07-02-10                 |
| Chipre CyBC               | La vida parece mejor en primavera            | Inglés                        | Epilogi tis kupriakis summetohis, 07-02-10                 |
| Croacia HRT               | Lako je sve                                  | Feminnem                      | DORA 2010, 05-03-10                                        |
| Croacia HRT               | Todo es fácil                                | Croata                        | DORA 2010, 05-03-10                                        |
| Dinamarca DR              | In a moment like this                        | Chanée & N'evergreen          | Dansk Melodi Grand Prix, 06-02-10                          |
| Dinamarca DR              | En un momento como este                      | Inglés                        | Dansk Melodi Grand Prix, 06-02-10                          |
| Eslovaquia STV            | Horehronie                                   | Kristína                      | Eurosong 2010, 28-02-10                                    |
| Eslovaquia STV            | Río Hron                                     | Eslovaco                      | Eurosong 2010, 28-02-10                                    |
| Eslovenia RTVSLO          | Narodnozabavni Rock                          | Roka Žlindre & Kalamari       | EMA 2010                                                   |
| Eslovenia RTVSLO          | Folk rock                                    | Esloveno                      | EMA 2010                                                   |
| España TVE                | Algo pequeñito                               | Daniel Diges                  | Destino Oslo, 22-02-10                                     |
| España TVE                | -                                            | Español                       | Destino Oslo, 22-02-10                                     |
| Estonia ERR               | Siren                                        | Malcolm Lincoln               | Eurolaul 2010, 12-03-10                                    |
| Estonia ERR               | Sirena                                       | Inglés                        | Eurolaul 2010, 12-03-10                                    |
| Finlandia YLE             | Työlki ellää                                 | Kuunkuiskaajat                | Euroviisut, 30-01-10                                       |
| Finlandia YLE             | También se vive del trabajo                  | Finés y carelio               | Euroviisut, 30-01-10                                       |
| Francia France 3          | Allez! Ola! Olé!                             | Jessy Matador                 | Elección interna, 19-02-10                                 |
| Francia France 3          | ¡Vamos! ¡Ola! ¡Olé!                          | Francés                       | Elección interna, 19-02-10                                 |
| Georgia GPB               | Shine                                        | Sopho Nizharadze              | Final nacional con cantante elegido internamente           |
| Georgia GPB               | Brilla                                       | Inglés                        | Final nacional con cantante elegido internamente           |
| Grecia ERT                | OPA!                                         | Giorgos Alkaios               | Final nacional, 12-03-10                                   |
| Grecia ERT                | ¡Vamos!                                      | Griego                        | Final nacional, 12-03-10                                   |
| Irlanda RTÉ               | It's for You                                 | Niamh Kavanagh                | Eurosong 2010, 05-03-10                                    |
| Irlanda RTÉ               | Es por ti                                    | Inglés                        | Eurosong 2010, 05-03-10                                    |
| Islandia RÚV              | Je ne sais quoi                              | Hera Björk                    | Söngvakeppni Sjónvarpsins, 06-02-2010                      |
| Islandia RÚV              | Yo no sé qué                                 | Inglés y francés              | Söngvakeppni Sjónvarpsins, 06-02-2010                      |
| Israel IBA                | Milim                                        | Harel Skaat                   | Kdam Eurovision                                            |
| Israel IBA                | Palabras                                     | Hebreo                        | Kdam Eurovision                                            |
| Letonia LTV               | What for? (Only Mr. God Knows Why)           | Aisha                         | Eirodziesma, 27-02-10                                      |
| Letonia LTV               | ¿Para qué? (Solo el señor Dios sabe por qué) | Inglés                        | Eirodziesma, 27-02-10                                      |
| Lituania LRT              | East European Funk                           | InCulto                       | Lietuvos Dainu Daina, -02-10                               |
| Lituania LRT              | Funk de Europa del Este                      | Inglés                        | Lietuvos Dainu Daina, -02-10                               |
| Macedonia (ARY) MKRTV     | Jas ja imam silata                           | Gjoko Taneski                 | Skopje Fest, 20-02-10                                      |
| Macedonia (ARY) MKRTV     | Tengo la fuerza                              | Macedonio                     | Skopje Fest, 20-02-10                                      |
| Malta PBS                 | My Dream                                     | Thea Garrett                  | Malta Eurosong 2010, 20-02-10                              |
| Malta PBS                 | Mi sueño                                     | Inglés                        | Malta Eurosong 2010, 20-02-10                              |
| Moldavia TRM              | Run Away                                     | Sunstroke Project & Olia Tira | O Melodie pentru Europa, 06-03-10                          |
| Moldavia TRM              | Escapar                                      | Inglés                        | O Melodie pentru Europa, 06-03-10                          |
| Noruega NRK               | My Heart Is Yours                            | Didrik Solli-Tangen           | Melodi Grand Prix, 06-02-10                                |
| Noruega NRK               | Mi corazón es tuyo                           | Inglés                        | Melodi Grand Prix, 06-02-10                                |
| Países Bajos TROS         | Ik ben verliefd (Sha-la-lie)                 | Sieneke                       | Nationaal Songfestival, 07-02-10                           |
| Países Bajos TROS         | Estoy enamorada (sha-la-lie)                 | Neerlandés                    | Nationaal Songfestival, 07-02-10                           |
| Polonia TVP               | Legenda                                      | Marcin Mroziński              | Krajowe Eliminacje 2010, 14-02-10                          |
| Polonia TVP               | Leyenda                                      | Inglés y polaco               | Krajowe Eliminacje 2010, 14-02-10                          |
| Portugal RTP              | Há dias assim                                | Filipa Azevedo                | Festival RTP da Canção, 06-03-10                           |
| Portugal RTP              | Hay días así                                 | Portugués                     | Festival RTP da Canção, 06-03-10                           |
| Reino Unido BBC           | That Sounds Good To Me                       | Josh Dubovie                  | Your country needs you, 13-03-10                           |
| Reino Unido BBC           | Me suena bien                                | Inglés                        | Your country needs you, 13-03-10                           |
| Rumania TVR               | Playing with Fire                            | Paula Seling & Ovi            | Selecţia Naţională, 06-03-10                               |
| Rumania TVR               | Jugando con fuego                            | Inglés                        | Selecţia Naţională, 06-03-10                               |
| Rusia RTR                 | Lost and Forgotten                           | Peter Nalitch                 | Evrovidenie, 07-03-10                                      |
| Rusia RTR                 | Perdido y olvidado                           | Inglés                        | Evrovidenie, 07-03-10                                      |
| Serbia RTS                | Ovo je Balkan                                | Milan Stanković               | 3 pa 1 za Oslo, 13-03-2010                                 |
| Serbia RTS                | Esto son los Balcanes                        | Serbio                        | 3 pa 1 za Oslo, 13-03-2010                                 |
| Suecia SVT                | This is my life                              | Anna Bergendahl               | Melodifestivalen 2010, 13-03-2010                          |
| Suecia SVT                | Esta es mi vida                              | Inglés                        | Melodifestivalen 2010, 13-03-2010                          |
| Suiza SRG SSR idée suisse | Il pleut de l'or                             | Michael von der Heide         | Elección interna, 09-01-10                                 |
| Suiza SRG SSR idée suisse | Llueve oro                                   | Francés                       | Elección interna, 09-01-10                                 |
| Turquía TRT               | We could be the same                         | maNga                         | Elección interna                                           |
| Turquía TRT               | Podríamos ser iguales                        | Inglés                        | Elección interna                                           |
| Ucrania NTU               | Sweet people                                 | Alyosha                       | Final nacional, 20-03-10                                   |
| Ucrania NTU               | Gente amable                                 | Inglés                        | Final nacional, 20-03-10                                   |

### Artistas que regresan
Weronika Bochat: Representó a Polonia en el Festival de la Canción de Eurovisión Junior 2004 con el grupo KWADro. Y ahora participa como corista de Marcin Mroziński.
El proceso de selección Ucrania se vio envuelto en una gran polémica. Originalmente, la Natsionalna Telekompaniya Ukrainy (NTU) eligió mediante un proceso interno al cantante Vasyl Lazarovich, cuyo tema sería escogido dentro de cinco candidatas en una final televisada. La final, realizada el 6 de marzo, determinó que la canción elegida sería I love you, una balada interpretada principalmente en inglés, con algunas frases en ucraniano. Sin embargo, tras la designación de Víktor Yanukóvich como presidente de Ucrania al ganar las elecciones presidenciales, el equipo directivo de la NTU fue relegado de su cargo. Varios artistas y productores musicales se reunieron para denunciar que la elección de Lazarovich como el representante nacional debía ser anulada por "fraudulenta", puesto que no fue una selección abierta y por la cercanía entre el cantante y el anterior director de la cadena de televisión. La nueva administración de la NTU decidió aceptar las reclamaciones e inició un nuevo proceso de selección que debía realizarse en menos de una semana debido al fin del plazo estipulado por la UER. Vasyl Lazarovich, si bien en un principio declinó tomar parte en el nuevo proceso, afirmó más tarde que participaría. La ganadora de esta "preselección express" fue la cantante Alyosha y el tema To be free; sin embargo, el tema incumplía con algunas reglas del concurso, siendo acusada de ser un plagio del tema Knock me out de Linda Perry y Grace Slick, al igual que de haber sido publicada al menos dos años antes del evento. La NTU realizó una investigación y el 22 de marzo, en la reunión de los jefes de delegaciones participantes ante la UER, Ucrania anunció que presentaría su canción definitiva "antes del viernes 26 de marzo". La UER anunció que aplicaría una multa por cada día de retraso al no cumplir con las reglas establecidas. Finalmente, la NTU decidió que Alyosha representaría a su país con el tema Sweet people.
El tema de Lituania, Eastern European funk, fue cuestionado por contener algunos mensajes de carácter político o social en su letra (críticas sobre la situación de la Europa Oriental dentro de la Unión Europea), lo cual incumpliría el punto 9 de la sección 4 del reglamento del concurso. Finalmente, el Grupo de Referencia de la UER negó la posibilidad de descalificar el tema.
De los participantes seleccionados, dos participaron por segunda vez en el evento. La representante de Irlanda, Niamh Kavanagh ganó el festival de 1993 representando al mismo país, mientras que Croacia llevó a Feminnem, que ya representaron a Bosnia-Herzegovina en 2005. La representante de Islandia, Hera Björk, participó por tercera vez en el certamen, ya que fue corista de la delegación islandesa en 2008 y 2009. A las selecciones nacionales se presentaron algunos artistas que ya habían participado anteriormente en Eurovisión como Luminita Anghel por Rumania (2005), Anabel Conde por España (1995), Constantinos Christoforus por Chipre (1999, 2002 y 2006), Maria Haukaas Storeng por Noruega (2008), Anjeza Shahini y Kejsi Tola por Albania (2004 y 2009 respectivamente) y Sasha Son por Lituania (2009). Dima Bilan, quien representó a Rusia en 2006 y ganó en 2008, se retiró a última hora de la selección de su país.
De los 39 temas participantes, 21 fueron interpretados en inglés, mientras que el resto en general lo hicieron en sus respectivos idiomas oficiales. Polonia mezcló el polaco con el inglés, Bulgaria mezcló el búlgaro con el inglés, Finlandia mezcló el finés con el dialecto carelio (que se habla tanto en ese país como en Rusia), mientras que Islandia mezcló el francés con el inglés.

## Organización

### Diseño gráfico y visual
El 4 de diciembre de 2009, la televisión noruega NRK reveló el tema artístico y el eslogan para el festival que se celebró en Oslo. Se trató de "Share the moment" (en español: Comparte el momento), concepto desarrollado por las empresas Gosu, Handverk y Snøhetta.
Jon Ola Sand, productor ejecutivo de NRK, explicó en una conferencia de prensa el porqué de la elección del eslogan, mientras que Svante Stockselius, supervisor ejecutivo del Festival de Eurovisión para la UER, manifestó que "jamás había visto una televisión tan bien preparada a esas alturas del año" como la noruega.
Hasse Lindmo, productor del festival para la NRK, declaró lo siguiente:

"Queremos compartir el Festival de Eurovisión, más allá incluso de emitirlo. Este es el único evento que congrega a 125 millones de personas haciendo la misma cosa, estés en Islandia, Armenia, Portugal o Finlandia, o aquí en Oslo".

El concepto artístico consistió en varias esferas coloreadas que representan a la gente reunida y a la diversidad de emociones alrededor del festival. El logo de esta edición estuvo formado por una gran esfera base de color blanco, seguida de varias esferas en color negro, oro y rosa. El eslogan fue incluido tanto en las dos semifinales como en la final del certamen, así como en todos los eventos que se celebraron previamente en relación con el festival y los sorteos de orden de actuación, las reuniones de los jefes de delegación en marzo y las distintas fiestas relacionadas con el festival.
El escenario en donde participaron las respectivas delegaciones fue revelado el 6 de mayo de 2010. A diferencia de ediciones anteriores, se optó por no incluir pantallas LED, utilizando en vez de ello distintas técnicas de iluminación.

### Sorteo de semifinales
El 7 de febrero de 2010 tuvo lugar el sorteo para decidir que países participarían en la primera o en la segunda semifinal del festival, ya que el orden de votación para la final del festival fue sorteado el 23 de marzo de 2010. Basándose en el mismo sistema utilizado en el festival de 2008, todos los países fueron separados en cinco bombos individuales en función de su historial de voto en los festivales anteriores y de su ubicación geográfica. El sorteo se llevó a cabo para garantizar que los países participantes dispuestos a dar sus puntuaciones altas unos a otros en la competencia, no participaran en la semifinal del mismo. De estos cinco bombos salió la lista de países que participaron en la primera y segunda semifinal, respectivamente, dividiéndolos en dos grupos organizados de la manera más justa posible. También se sorteó un sexto bote, en el cual solo participaron Alemania, España, Francia, Noruega y el Reino Unido, con el fin de designar cual país votará y retransmitirá al menos una semifinal. Otra de las reglas que también se han estipulado desde la creación de las dos semifinales, es que cada país está obligado a retransmitir la semifinal en el que fue colocado y puede (si quiere) retransmitir la otra semifinal. A continuación se presentan los cinco bombos, con la distribución de los países que participaron en las dos semifinales:
| Bombo 1                                                                                   | Bombo 2                                                                    | Bombo 3                                                                    | Bombo 4                                                                | Bombo 5                                                          |
| ----------------------------------------------------------------------------------------- | -------------------------------------------------------------------------- | -------------------------------------------------------------------------- | ---------------------------------------------------------------------- | ---------------------------------------------------------------- |
| - Albania - Bosnia y Herzegovina - Croacia - Macedonia (ARY) - Serbia - Eslovenia - Suiza | - Dinamarca - Estonia - Finlandia - Islandia - Letonia - Lituania - Suecia | - Azerbaiyán - Bielorrusia - Georgia - Israel - Moldavia - Rusia - Ucrania | - Armenia - Bélgica - Chipre - Grecia - Malta - Países Bajos - Turquía | - Bulgaria - Irlanda - Polonia - Portugal - Rumania - Eslovaquia |

Tras el sorteo que se celebró el 7 de febrero en Oslo, ambas semifinales quedaron establecidas de la siguiente forma:
| 1.ª Semifinal 25 de mayo de 2010                                                              | 1.ª Semifinal 25 de mayo de 2010                                                                   | 2.ª Semifinal 27 de mayo de 2010                                                | 2.ª Semifinal 27 de mayo de 2010                                                               |
| --------------------------------------------------------------------------------------------- | -------------------------------------------------------------------------------------------------- | ------------------------------------------------------------------------------- | ---------------------------------------------------------------------------------------------- |
| Serbia · Finlandia · Rusia · Eslovaquia · Bosnia y Herzegovina · Moldavia · Letonia · Estonia | Grecia · Islandia · Malta · Portugal · Macedonia (ARY) · Bielorrusia · Bélgica · Polonia · Albania | Suiza · Lituania · Suecia · Ucrania · Dinamarca · Azerbaiyán · Israel · Armenia | Georgia · Turquía · Irlanda · Eslovenia · Países Bajos · Bulgaria · Croacia · Chipre · Rumania |
| Sólo votación: · Alemania · España · Francia                                                  | Sólo votación: · Alemania · España · Francia                                                       | Sólo votación: · Noruega · Reino Unido                                          | Sólo votación: · Noruega · Reino Unido                                                         |

### Orden de entrada
El orden de entrada de cada país se conoció después de la división de los países en dos semifinales, el cual se realizó el 23 de marzo de 2010. Para determinar el orden de las actuaciones en la final se llevó a cabo un sorteo posterior a cada semifinal con los diez países ganadores de la misma.

### Preparativos estructurales
A pesar de que el certamen tuvo su primera semifinal el 25 de mayo de 2010, el trabajo en Telenor Arena comenzó el 20 de abril de 2010 con el montaje del escenario. Toda la infraestructura estuvo completa el 10 de mayo, día en que se iniciaron los trabajos del sonido y creación de los gráficos para las actuaciones de los 39 países participantes, así como las lagunas y las pausas de los tres espectáculos. El día después de celebrada la final (30 de mayo de 2010), comenzó el desmantelamiento de todas las estructuras.

### Cobertura
Artículo principal: Cadenas televisivas participantes en el Festival de la Canción de Eurovisión
Todas las televisoras asociadas a la UER y que envían un representante para una edición del festival son obligadas a transmitir en directo por lo menos la semifinal en que entran y la final (el Big 4 y el anfitrión, finalistas directos, obligatoriamente transmiten la final y una de las dos semifinales a sorteo). Sin embargo, todos los países pueden transmitir la semifinal en donde no participan, con la posibilidad de trasmitirla en diferido.
Gracias a internet, el certamen puede observarse desde cualquier parte del mundo. Además, varias cadenas de televisión, tanto de países europeos que no participan del festival o que no pertenecen a la UER, trasmiten el festival ya sea en directo o en diferido. También varias televisiones europeas transmitien el festival a través de sus señales internacionales.
Además de los 39 países participantes otros 5 países retransmitieron el festival. Si bien Australia no es apta para participar, el concurso fue transmitido por la Special Broadcasting Service (SBS), tal como en años anteriores. Como sucede desde 2009, la retrasmision incluyó comentarios locales y segmentos presentados por Julia Zemiro y Sam Pang. La primera semifinal fue emitida el 28 de mayo de 2010, la segunda semifinal el 29 de mayo de 2010, y la final el 30 de mayo de 2010 a las 19:30 EST (09:30 UTC). En el caso de Nueva Zelanda, el concurso fue transmitido en Triangle TV, canal por satélite de STRATOS, que transmitió las semifinales y la final con emisión en diferido. En Europa, pese a que no participaron en este evento, los habitantes de Hungría (Duna TV), Kosovo (RTK) y Montenegro (RTCG) pudieron observar el concurso, mientras que en Asia, Kazajistán (Yel Arna) transmitió el certamen en su totalidad.

## Festival

### Semifinales
La primera semifinal se realizó el 25 de mayo de 2010, y la segunda el 27 de mayo de 2010, en las que 17 candidaturas en cada gala intentaron llegar a la final, donde ya se encontraban, como es habitual desde la introducción de la semifinal en 2004, el anfitrión y el "Big 4" (Francia, Alemania, España y el Reino Unido). El 7 de febrero, por sorteo, se definió a qué semifinal corresponde cada país. El 23 de marzo se sorteó la posición de cada participante en la semifinal correspondiente.

### Semifinal 1
17 países participaron en esta semifinal además de España, Francia y Alemania que votaron en esta semifinal. Los resultados que se dieron a conocer después de terminado el festival le dieron la victoria a Tom Dice de Bélgica y la balada Me and my guitar con 167 puntos y 5 puntuaciones máximas, siendo la primera vez que este país logra clasificar a la final desde que participa en las semifinales. El segundo lugar lo logró Grecia y Giorgos Alkaios con OPA!, alcanzando 133 puntos, a pesar de no haber recibido puntuación máxima alguna. El tercer lugar lo logró la islandesa Hera Björk con 123 puntos.
El desglose dio como resultado que solo 6 canciones calificaron por jurado y televoto. Moldavia, Bielorrusia y Rusia se calificaron por sus buenas puntuaciones del televoto mientras, que Bosnia y Herzegovina no hubiera calificado si se hubiera mantenido la votación exclusivamente por televoto, en detrimento del grupo finlandés que en el 50/50 quedaría a tres puntos de la clasificación a la final. Igualmente en este caso, Grecia hubiera sido la ganadora de esta semifinal, dejando al belga en la tercera posición.
| N.º | País                 | Intérprete(s)                 | Canción                             | Lugar | Pts. |
| --- | -------------------- | ----------------------------- | ----------------------------------- | ----- | ---- |
| 01  | Moldavia             | Sunstroke Project & Olia Tira | «Run Away»                          | 10    | 52   |
| 02  | Rusia                | Peter Nalitch                 | «Lost and forgotten»                | 7     | 74   |
| 03  | Estonia              | Malcolm Lincoln               | «Siren»                             | 14    | 39   |
| 04  | Eslovaquia           | Kristína                      | «Horehronie»                        | 16    | 24   |
| 05  | Finlandia            | Kuunkuiskaajat                | «Työlki ellää»                      | 11    | 49   |
| 06  | Letonia              | Aisha                         | «What for? (only Mr God knows why)» | 17    | 11   |
| 07  | Serbia               | Milan Stanković               | «Ovo je Balkan»                     | 5     | 79   |
| 08  | Bosnia y Herzegovina | Vukasin Brajic                | «Thunder and lightning»             | 8     | 59   |
| 09  | Polonia              | Marcin Mroziński              | «Legenda»                           | 13    | 44   |
| 10  | Bélgica              | Tom Dice                      | «Me and my guitar»                  | 1     | 167  |
| 11  | Malta                | Thea Garrett                  | «My dream»                          | 12    | 45   |
| 12  | Albania              | Juliana Pasha                 | «It's all about you»                | 6     | 76   |
| 13  | Grecia               | Giorgos Alkaios               | «OPA!»                              | 2     | 133  |
| 14  | Portugal             | Filipa Azevedo                | «Há dias assim»                     | 4     | 89   |
| 15  | Macedonia (ARY)      | Gjoko Taneski                 | «Jas ja imam silata»                | 15    | 37   |
| 16  | Bielorrusia          | 3+2 junto a Robert Wells      | «Butterflies»                       | 9     | 59   |
| 17  | Islandia             | Hera Björk                    | «Je ne sais quoi»                   | 3     | 123  |

### Semifinal 2

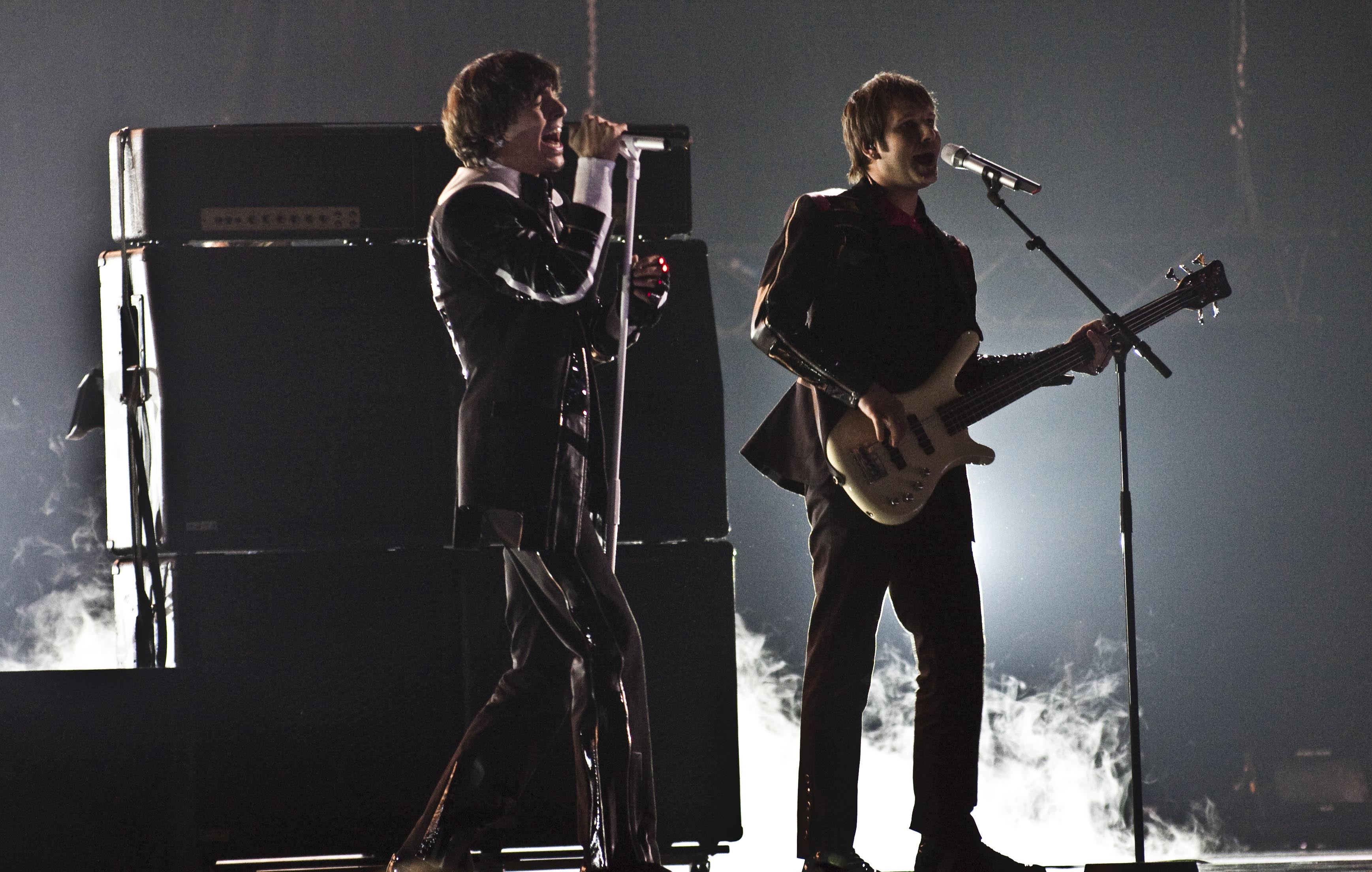
maNga y su tema "We could be the same" lograron la primera victoria para Turquía en una semifinal con 118 puntos.

17 países participaron en esta semifinal, además, Noruega y el Reino Unido votaron en esta semifinal. Los resultados dados a conocer después de la final mostraron unas votaciones muy reñidas reflejándose en las bajas puntuaciones de los primeros puestos. maNga, representante de Turquía, logró la victoria en la semifinal con 118 puntos, siendo hasta ahora la puntuación más baja jamás conseguida en una semifinal, superando con creces el récord de ese entonces que ostentaba Islandia de 2009. El segundo lugar fue para Safura de Azerbaiyán y Drip Drop con 113 puntos, a pesar de recibir más 12's que los ganadores. El top 5 lo acompletaron Georgia, Rumania y Dinamarca.
Según el desglose, por primera vez los 10 clasificados coincidieron en una votación, y fue en la del jurado, mientras que en el televoto, Israel e Irlanda hubieran sido eliminados en detrimento de Lituania y Suecia. Además sorprendió que la ganadora Turquía, no logró el primer lugar en la votación del televoto ni en la del jurado quedando segundo en ambas. Otra sorpresa fueron las eliminaciones de Suecia, siendo la primera vez en que no aparecía en una final al quedar 11°, y Croacia, una de las favoritas para lograr la victoria en Oslo, pero que terminaría con 33 puntos, alcanzando solo la 13° posición.
| N.º | País         | Intérprete(s)                 | Canción                        | Lugar | Pts. |
| --- | ------------ | ----------------------------- | ------------------------------ | ----- | ---- |
| 01  | Lituania     | InCulto                       | «East European Funk»           | 12    | 44   |
| 02  | Armenia      | Eva Rivas                     | «Apricot stone»                | 6     | 83   |
| 03  | Israel       | Harel Skaat                   | «Milim»                        | 8     | 71   |
| 04  | Dinamarca    | Chanée & N'evergreen          | «In a moment like this»        | 5     | 101  |
| 05  | Suiza        | Michael von der Heide         | «Il pleut de l'or»             | 17    | 2    |
| 06  | Suecia       | Anna Bergendahl               | «This is my life»              | 11    | 62   |
| 07  | Azerbaiyán   | Safura Alizadeh               | «Drip drop»                    | 2     | 113  |
| 08  | Ucrania      | Alyosha                       | «Sweet people»                 | 7     | 77   |
| 09  | Países Bajos | Sieneke                       | «Ik ben verliefd (Sha-la-lie)» | 14    | 29   |
| 10  | Rumania      | Paula Seling & Ovi            | «Playing with Fire»            | 4     | 104  |
| 11  | Eslovenia    | Roka Žlindre & Kalamari       | «Narodno Zabavni Rock»         | 16    | 6    |
| 12  | Irlanda      | Niamh Kavanagh                | «It's for you»                 | 9     | 67   |
| 13  | Bulgaria     | Miro                          | «Angel si ti»                  | 15    | 19   |
| 14  | Chipre       | Jon Lilygreen & The Islanders | «Life looks better in spring»  | 10    | 67   |
| 15  | Croacia      | Feminnem                      | «Lako je sve»                  | 13    | 33   |
| 16  | Georgia      | Sopho Nizharadze              | «Shine»                        | 3     | 106  |
| 17  | Turquía      | maNga                         | «We could be the same»         | 1     | 118  |

### Final
La final del evento se realizó el día 29 de mayo de 2010. Los diez países clasificados de cada semifinal participaron junto a los cinco clasificados directamente (Big Four y el anfitrión). La final de Eurovisión alcanzó casi el 50% de la audiencia española, siendo el programa más visto de la noche.
Por segunda vez en la historia del certamen, un país tuvo que volver a realizar su interpretación al final de la gala por inconvenientes ajenos a su representante o realización. En medio de la actuación de España, el cantante Daniel Diges sufrió la irrupción del espontáneo profesional "Jimmy Jump" (alias de Jaume Marquet i Cot), quien "simuló" ser parte de la puesta en escena del cantante por alrededor de 20 segundos. Tras ser expulsado del escenario por el personal de seguridad del Fornebu Arena, fue entregado a la policía noruega siendo finalmente detenido. Luego de este incidente, la delegación española pidió a la UER volver a interpretar la canción, petición que fue aceptada. Se desconoce como pudo influir este incidente en la votación del público.
A la Gran Final acudió la princesa Mette-Marit de Noruega, que fue aplaudida a su llegada por el público asistente. Posteriormente, felicitó a la ganadora del certamen personalmente.
Después de las presentaciones de las 25 canciones finalistas, el público dispuso de 15 minutos más para votar por su canción favorita, después del cambio introducido en que las votaciones podrían empezar desde el inicio de la gala. El acto de intervalo fue amenizado por el grupo Madcon. Después los 39 países participantes se dispusieron a votar, ya contabilizados los votos que valdrían como el año pasado 50% del televoto y 50% de un jurado profesional que evaluaría en el ensayo del día anterior; siendo votadas 10 canciones en 12, 10 y 8-1, solo mencionándose las más tres puntuaciones más altas (8, 10 y 12) y apareciendo automáticamente en la pantalla el resto.
Las votaciones fueron muy reñidas en la parte alta, reflejándose que en el trío que encabezó desde el principio, solo Alemania se mantuvo en el top 3, saliendo Dinamarca y Bélgica momentos después. Alemania finalmente terminaría 1° con 246 puntos, representada por Lena Meyer-Landrut y el tema Satellite, siendo la primera victoria del país unificado y la primera desde 1982. El tema había estado en disputa por el primer lugar en las apuestas con Azerbaiyán tiempo anterior a la final. El segundo lugar lo logró el tema We could be the same del grupo rock turco maNga alcanzando 170 puntos. El tercer lugar terminaría en manos de Rumania y el dúo Paula Seling & Ovi con 162 puntos. El top 5 lo acompletarían los favoritos Dinamarca y Azerbaiyán.
| N.º | País                 | Intérprete(s)                 | Canción                       | Lugar | Pts. |
| --- | -------------------- | ----------------------------- | ----------------------------- | ----- | ---- |
| 01  | Azerbaiyán           | Safura Alizadeh               | «Drip Drop»                   | 5     | 145  |
| 02  | España               | Daniel Diges                  | «Algo pequeñito»              | 15    | 68   |
| 03  | Noruega              | Didrik Solli-Tangen           | «My heart is yours»           | 20    | 35   |
| 04  | Moldavia             | SunStroke Project & Olia Tira | «Run Away»                    | 22    | 27   |
| 05  | Chipre               | Jon Lilygreen & The Islanders | «Life looks better in spring» | 21    | 27   |
| 06  | Bosnia y Herzegovina | Vukasin Brajic                | «Thunder and lightning»       | 17    | 51   |
| 07  | Bélgica              | Tom Dice                      | «Me and my guitar»            | 6     | 143  |
| 08  | Serbia               | Milan Stanković               | «Ovo je Balkan»               | 13    | 72   |
| 09  | Bielorrusia          | 3+2 junto a Robert Wells      | «Butterflies»                 | 24    | 18   |
| 10  | Irlanda              | Niamh Kavanagh                | «It's for you»                | 23    | 25   |
| 11  | Grecia               | Giorgos Alkaios               | «OPA!»                        | 8     | 140  |
| 12  | Reino Unido          | Josh Dubovie                  | «That sounds good to me»      | 25    | 10   |
| 13  | Georgia              | Sopho Nizharadze              | «Shine»                       | 9     | 136  |
| 14  | Turquía              | maNga                         | «We could be the same»        | 2     | 170  |
| 15  | Albania              | Juliana Pasha                 | «It's all about you»          | 16    | 62   |
| 16  | Islandia             | Hera Björk                    | «Je ne sais quoi»             | 19    | 41   |
| 17  | Ucrania              | Alyosha                       | «Sweet people»                | 10    | 108  |
| 18  | Francia              | Jessy Matador                 | «Allez! Ola! Olé!»            | 12    | 82   |
| 19  | Rumania              | Paula Seling & Ovi            | «Playing with Fire»           | 3     | 162  |
| 20  | Rusia                | Peter Nalitch                 | «Lost and forgotten»          | 11    | 90   |
| 21  | Armenia              | Eva Rivas                     | «Apricot stone»               | 7     | 141  |
| 22  | Alemania             | Lena                          | «Satellite»                   | 1     | 246  |
| 23  | Portugal             | Filipa Azevedo                | «Há dias assim»               | 18    | 43   |
| 24  | Israel               | Harel Skaat                   | «Milim»                       | 14    | 71   |
| 25  | Dinamarca            | Chanée & N'evergreen          | «In a moment like this»       | 4     | 149  |

Fuente: Festival de Eurovisión 2010 (www.eurovision-spain.com) Archivado el 17 de mayo de 2014 en Wayback Machine.
† - España repitió su actuación tras el último país que actuó, debido a la irrupción del popular espontáneo Jimmy Jump durante la actuación española.

### Orden de votación
El 23 de marzo de 2010, junto con el sorteo de las posiciones de los participantes en las semifinales, se determinó el orden de presentación de los votos por cada país. Al igual que en las ediciones anteriores, cada presentador nacional anunció las tres puntuaciones más altas (8, 10 y 12 puntos), mientras en pantalla aparecieron automáticamente los puntos restantes (1, 2, 3, 4, 5, 6 y 7 puntos).
| Orden de votación | Orden de votación | Orden de votación | Orden de votación | Orden de votación |
| --- | --- | --- | --- | ----------------- |
| 1. Rumania 2. Irlanda 3. Alemania 4. Serbia 5. Albania 6. Turquía 7. Croacia 8. Polonia 9. Bosnia y Herzegovina 10. Finlandia | 11. Eslovenia 12. Estonia 13. Rusia 14. Portugal 15. Azerbaiyán 16. Grecia 17. Islandia 18. Dinamarca 19. Francia 20. España | 21. Eslovaquia 22. Bulgaria 23. Ucrania 24. Letonia 25. Malta 26. Noruega 27. Chipre 28. Lituania 29. Bielorrusia 30. Suiza | 31. Bélgica 32. Reino Unido 33. Países Bajos 34. Israel 35. Macedonia (ARY) 36. Moldavia 37. Georgia 38. Suecia 39. Armenia |                   |

### Máximas puntuaciones
Tras la votación en la final, los países que recibieron 12 puntos fueron:
| N. | A                    | De                                                                                 |
| -- | -------------------- | ---------------------------------------------------------------------------------- |
| 9  | Alemania             | Dinamarca, Eslovaquia, España, Estonia, Finlandia, Letonia, Noruega, Suecia, Suiza |
| 5  | Dinamarca            | Eslovenia, Irlanda, Islandia, Polonia, Rumania                                     |
| 4  | Azerbaiyán           | Bulgaria, Malta, Turquía, Ucrania                                                  |
| 4  | Grecia               | Albania, Bélgica, Chipre, Reino Unido                                              |
| 3  | Turquía              | Azerbaiyán, Croacia, Francia                                                       |
| 3  | Armenia              | Israel, Países Bajos, Rusia                                                        |
| 2  | Georgia              | Armenia, Lituania                                                                  |
| 1  | Bélgica              | Alemania                                                                           |
| 1  | Bosnia y Herzegovina | Serbia                                                                             |
| 1  | Serbia               | Bosnia y Herzegovina                                                               |
| 1  | España               | Portugal                                                                           |
| 1  | Chipre               | Grecia                                                                             |
| 1  | Rusia                | Bielorrusia                                                                        |
| 1  | Albania              | Macedonia (ARY)                                                                    |
| 1  | Rumania              | Moldavia                                                                           |
| 1  | Bielorrusia          | Georgia                                                                            |

## Desglose de puntuaciones de televoto y jurado
Clasificado a la final por votación popular y jurado / Ganador de la final.

### 1ª semifinal
El 28 de junio de 2010, la Unión Europea de Radiodifusión publicó los resultados tanto de los votos totales del público como del jurado.
| Lugar | País                 | Pts. |
| ----- | -------------------- | ---- |
| 1     | Bélgica              | 165  |
| 2     | Portugal             | 108  |
| 3     | Grecia               | 99   |
| 4     | Albania              | 96   |
| 5     | Bosnia y Herzegovina | 86   |
| 6     | Islandia             | 85   |
| 7     | Malta                | 66   |
| 8     | Serbia               | 65   |
| 9     | Estonia              | 64   |
| 10    | Macedonia (ARY)      | 62   |
| 11    | Polonia              | 58   |
| 12    | Bielorrusia          | 47   |
| 13    | Moldavia             | 42   |
| 14    | Rusia                | 41   |
| 15    | Finlandia            | 37   |
| 16    | Eslovaquia           | 25   |
| 17    | Letonia              | 15   |

| Lugar | País                 | Pts. |
| ----- | -------------------- | ---- |
| 1     | Grecia               | 151  |
| 2     | Islandia             | 149  |
| 3     | Bélgica              | 146  |
| 4     | Rusia                | 92   |
| 4     | Serbia               | 92   |
| 6     | Finlandia            | 69   |
| 7     | Albania              | 68   |
| 8     | Bielorrusia          | 63   |
| 9     | Portugal             | 58   |
| 10    | Moldavia             | 54   |
| 11    | Bosnia y Herzegovina | 42   |
| 12    | Malta                | 40   |
| 13    | Polonia              | 38   |
| 14    | Eslovaquia           | 34   |
| 15    | Macedonia (ARY)      | 30   |
| 16    | Estonia              | 22   |
| 17    | Letonia              | 12   |

### 2ª semifinal
El 28 de junio de 2010, la Unión Europea de Radiodifusión publicó los resultados tanto de los votos totales del público como del jurado.
| Lugar | País         | Pts. |
| ----- | ------------ | ---- |
| 1     | Georgia      | 117  |
| 2     | Turquía      | 93   |
| 3     | Azerbaiyán   | 89   |
| 4     | Israel       | 88   |
| 5     | Armenia      | 84   |
| 5     | Irlanda      | 84   |
| 7     | Dinamarca    | 83   |
| 8     | Rumania      | 80   |
| 9     | Chipre       | 79   |
| 10    | Ucrania      | 78   |
| 11    | Suecia       | 76   |
| 12    | Croacia      | 54   |
| 13    | Lituania     | 27   |
| 14    | Países Bajos | 26   |
| 15    | Bulgaria     | 25   |
| 16    | Suiza        | 14   |
| 17    | Eslovenia    | 5    |

| Lugar | País         | Pts. |
| ----- | ------------ | ---- |
| 1     | Azerbaiyán   | 126  |
| 2     | Turquía      | 119  |
| 3     | Rumania      | 113  |
| 4     | Dinamarca    | 106  |
| 5     | Georgia      | 102  |
| 6     | Armenia      | 90   |
| 7     | Ucrania      | 77   |
| 8     | Lituania     | 65   |
| 9     | Suecia       | 64   |
| 10    | Chipre       | 53   |
| 11    | Países Bajos | 49   |
| 12    | Israel       | 46   |
| 13    | Irlanda      | 43   |
| 14    | Croacia      | 22   |
| 15    | Bulgaria     | 15   |
| 16    | Eslovenia    | 11   |
| 17    | Suiza        | 1    |

### Final
El 28 de junio de 2010, la Unión Europea de Radiodifusión publicó los resultados tanto de los votos totales del público como del jurado.
| Lugar | País                 | Pts. |
| ----- | -------------------- | ---- |
| 1     | Alemania             | 187  |
| 2     | Bélgica              | 185  |
| 3     | Rumania              | 167  |
| 4     | Georgia              | 160  |
| 5     | Israel               | 134  |
| 6     | Ucrania              | 129  |
| 7     | Dinamarca            | 121  |
| 8     | Turquía              | 119  |
| 9     | Azerbaiyán           | 116  |
| 9     | Armenia              | 116  |
| 11    | Grecia               | 110  |
| 12    | Albania              | 97   |
| 13    | Portugal             | 69   |
| 14    | Bosnia y Herzegovina | 65   |
| 15    | Rusia                | 63   |
| 16    | Irlanda              | 62   |
| 17    | Noruega              | 61   |
| 18    | Chipre               | 57   |
| 18    | Islandia             | 57   |
| 20    | España               | 43   |
| 21    | Serbia               | 37   |
| 22    | Francia              | 34   |
| 23    | Moldavia             | 33   |
| 24    | Bielorrusia          | 22   |
| 25    | Reino Unido          | 18   |

| Lugar | País                 | Pts. |
| ----- | -------------------- | ---- |
| 1     | Alemania             | 243  |
| 2     | Turquía              | 177  |
| 3     | Dinamarca            | 174  |
| 4     | Armenia              | 166  |
| 5     | Azerbaiyán           | 161  |
| 6     | Rumania              | 155  |
| 7     | Grecia               | 152  |
| 8     | Francia              | 151  |
| 9     | Georgia              | 127  |
| 10    | Serbia               | 110  |
| 11    | Rusia                | 107  |
| 12    | España               | 106  |
| 13    | Ucrania              | 94   |
| 14    | Bélgica              | 76   |
| 15    | Islandia             | 40   |
| 16    | Bosnia y Herzegovina | 35   |
| 16    | Albania              | 35   |
| 18    | Moldavia             | 28   |
| 19    | Israel               | 27   |
| 20    | Portugal             | 24   |
| 21    | Noruega              | 18   |
| 21    | Bielorrusia          | 18   |
| 23    | Chipre               | 16   |
| 24    | Irlanda              | 15   |
| 25    | Reino Unido          | 7    |

## Premios Marcel Bezençon
Los primeros premios de Marcel Bezençon fueron dadas durante el festival de la canción de Eurovisión de 2002 en Talín. El premio es creado por Christer Björkman, que representó a Suecia en 1992, y Richard Herrey, ganador de Eurovisión 1984. El premio lleve el nombre del hombre que se consideró “el padre de Eurovisión” y que fue presidente de la UER. Tiene 3 categorías: Premio de la prensa, Premio Artístico y Premio del compositor.
| Categoría             | País   | Canción         | Cantante(s) | Compositor(es)                         | Resultado Final | Puntos |
| --------------------- | ------ | --------------- | ----------- | -------------------------------------- | --------------- | ------ |
| Premio Artístico      | Israel | "Milim" (מילים) | Harel Skaat | Música: Tomer Hadadi Letra: Noam Horev | 14°             | 71     |
| Premio del Compositor | Israel | "Milim" (מילים) | Harel Skaat | Música: Tomer Hadadi Letra: Noam Horev | 14°             | 71     |
| Premio de la Prensa   | Israel | "Milim" (מילים) | Harel Skaat | Música: Tomer Hadadi Letra: Noam Horev | 14°             | 71     |